# Organización Única del Trasvasamiento Generacional

L'Organización Única del Trasvasamiento Generacional (qu'on pourrait traduire par l'« Organisation unique du transfert générationnel ») était une organisation péroniste créé par la fusion, en 1971-1972, du Frente Estudiantil Nacional (FEN), dirigé par Roberto Grabois, étudiant de l'Université de Buenos Aires, et de la Guardia de Hierro (« Garde de fer »), également membre des Jeunesses péronistes.

## La FEN
Roberto Grabois militait pour un « péronisme avec Perón », et était par ailleurs membre de la CGTA, fondée en 1968 par Raimundo Ongaro, qui avait quitté la CGT gestionnaire de Vandor.

## LaGuardia de Hierro
La Guardia de Hierro, quant à elle, était issue de militants qui s'étaient autonomisés, en 1962-63, du Comando Nacional Peronista dirigé par César Marcos, ainsi que du champ syndical pour investir le champ politique proprement dit.

## La fusion: une « arrière-garde » péroniste
Ce rapprochement visait à développer une Juventud Política, distincte de la Juventud Combativa liée aux Montoneros. À travers l'OUTG, présente dans de nombreuses régions et qui se concentrait sur la formation de cadres militants, le général Perón avait l'intention de créer une « arrière-garde » qui ne s'engagerait pas dans la lutte armée contre la dictature. Le Pape François ainsi que la philosophe Amelia Podetti appartinrent à ce courant.

## L'OUTG après la mort de Perón
L'OUTG fut dissoute après la mort de Perón, le 1er juillet 1974, ce qui, selon certains militants, avait été prévu dès la création de l'organisation. Certains de ses militants furent nommés fin 1974 responsables de l'Université del Salvador par Jorge Bergoglio, aujourd'hui pape et ex-membre de cette organisation, aux côtés du prêtre Pedro Faguada - celle-ci était cependant loin d'être exclusivement catholique, certains de ses militants étant athées, d'autres spiritualistes, et un bon nombre juifs.
Si l'OUTG fut dissoute à l'été 1974, les cercles entre les anciens membres continuèrent toutefois à exister. Alejandro Álvarez réunit ces derniers afin d'appuyer le gouvernement d'Isabel Martínez Perón, tandis que les ex-membres du Trasvasamiento dénonçaient les Montoneros comme composante « infiltrée » dans le mouvement péroniste, éludant par ailleurs la question de la direction politique du péronisme en proclamant « Perón ne meurt pas ».
Après le coup d'Etat de mars 1976, d'anciens militants, proches de l'Université del Salvador, fondent la Hermandad de la Sagrada Familia, qui se tourne vers le prosélytisme religieux. D'autres auraient effectué les basses-œuvres de l'amiral Emilio Eduardo Massera, qui fut déclaré doctor honoris causa, en 1977, de l'Université del Salvador: ils sont aujourd'hui le sujet d'enquêtes judiciaires. En 1988, l'« Ordre » de María del Rosario de San Nicolás, créé au début comme société secrète, rassemble de nombreux anciens militants du Trasvasamiento, ainsi, au début, que l'ex-Montonero Rodolfo Galimberti (es), devenu homme d'affaires associé à Menem, et Jorge Radicce, qui fut l'un des bourreaux de la ESMA lors de la « guerre sale ». Le groupe se choisit comme dirigeant le prêtre Alberto Ezcurra Uriburu, ancien leader fasciste du Mouvement nationaliste Tacuara. À sa mort, Ezcurra Uriburu fut remplacé par le prêtre mexicain Alfonso Navarro, tandis que l'un des membres de l'Ordre, reconnu, en tant qu'organisation laïque, par le Vatican, dit avoir été témoin d'apparitions de la Vierge.
Nombre de cadres formés à l'école de la Garde de fer et du Trasvasamiento, qui ne se tournèrent pas vers le catholicisme, eurent des responsabilités importantes dans les années 1980 et 1990, en particulier dans le courant réformateur du Parti justicialiste, mais aussi dans l'alliance FREPASO avec l'Union civique radicale, se détachant alors de la Garde recréée dans les années 1980 par Alejandro Álvarez. On peut citer :
- José Luis Manzano (es), député national, ministre de l'Intérieur sous la présidence péroniste Menem ;
- Alberto Flamarique (es), qui a impulsé le FREPASO, ministre du Travail sous la présidence radicale de Fernando de la Rúa ;
- José Manuel de la Sota, gouverneur de la province de Córdoba (1999-2007) ;
- José Luis Gioja, gouverneur de la province de San Juan ;
- Julio Bárbaro (es), député national, ex-leader de l'Unión Nacional Estudiantil (UNE) péroniste alors qu'il était étudiant à l'Université del Salvador, secrétaire de la Culture sous Menem ;
- Cristina Zuccardi, député national, a impulsé le FREPASO